# Victor Goglidze
Victor Goglidze (in georgiano ვიქტორ გოგლიძე?; Ursatevskaia, 27 novembre 1905 – Tbilisi, 22 settembre 1964) è stato uno scacchista georgiano (dal 1923 sovietico).

## Biografia
Nato in Uzbekistan da famiglia georgiana, nel 1925 si trasferì a Tbilisi. Nel 1928 diventò il primo campione di scacchi della Georgia. Nel 1933 vinse il campionato della RSFS Transcaucasica. 
Partecipò a quattro Campionati Sovietici: nel 1929 a Odessa, nel 1931 a Mosca, nel 1933 a Leningrado e nel 1937 a Tbilisi. Ottenne il miglior risultato a Tbilisi 1937, con il 5º/7º posto.
Partecipò al fortissimo torneo di Mosca 1935 (vinto da Flohr e Botvinnik), con il buon risultato di (+4 =11 –4).
Mel 1941 ottenne il riconoscimento di Maestro onorario dello sport.
Nel 1950 la FIDE gli attribuì il titolo di Maestro internazionale, primo georgiano ad ottenere tale titolo.
Fu presidente della Federazione Georgiana di scacchi dal 1936 al 1953.
Nel 1957 aprì una scuola di scacchi a Tbilisi assieme a Giorgi Merkviladze. Diversi campioni georgiani, tra cui Zurab Azmaiparashvili e Nana Ioseliani, si sono formati in questa scuola.

## Alcune partite
- Abram Model – Victor Goglidze, Odessa 1929  (Gambetto di donna rifiutato)
- Genrikh Kasparian – Victor Goglidze, Campionato sovietico 1931  (Partita inglese)
- Victor Goglidze – Vasja Pirc, Mosca 1935  (Difesa siciliana)
- Vladas Mikėnas – Victor Goglidze, Tbilisi 1941  (Difesa ovest indiana)